# Panarenia subhirsuta
Panarenia subhirsuta är en fjärilsart som beskrevs av William Schaus 1916. Panarenia subhirsuta ingår i släktet Panarenia och familjen nattflyn. Inga underarter finns listade i Catalogue of Life.